# Ghetto de Łódź

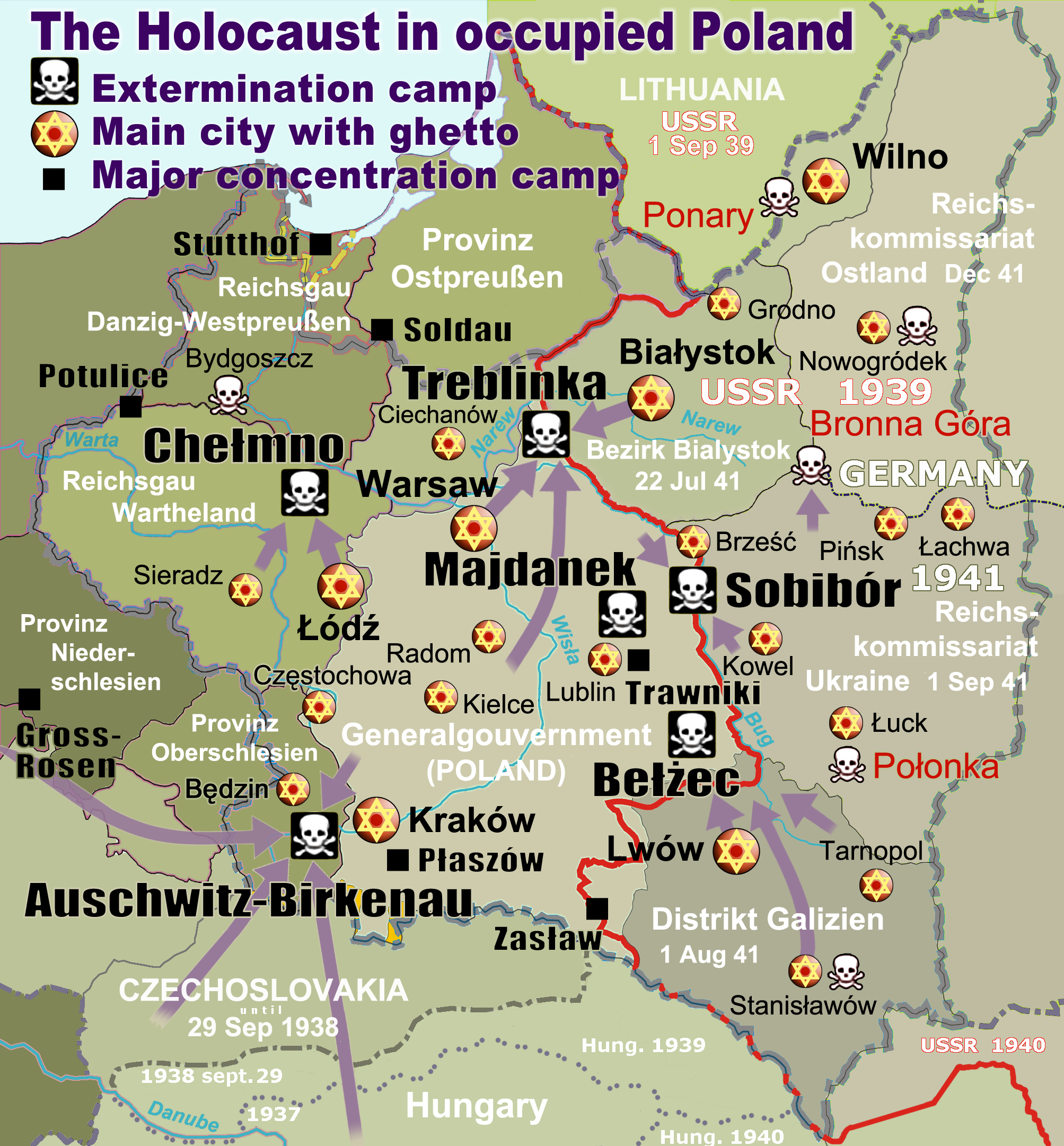
Ghettos dans la Pologne occupée (repérés par des étoiles rouges/or). Łódź est à environ 150 km au sud-ouest de Varsovie, à proximité (au sud) de l'endroit où, au cours de l'année 1942 puis au cours de l'année 1944, va fonctionner le camp d'extermination de Chełmno.

Plan du ghetto.

Le ghetto de Łódź, en allemand Ghetto Lodsch, aussi appelé par les nazis Ghetto Litzmannstadt, en hébreu גטו לודז', en yiddish לאדזשער געטא, est le premier grand ghetto institué par les nazis, à partir d'avril 1940 (le ghetto de Varsovie est institué en octobre 1940), dans le Reichsgau Wartheland, pendant la Seconde Guerre mondiale. C'est aussi le second plus grand ghetto établi par les nazis lors de la Shoah en Pologne. Conçu à l'origine pour être un point de rassemblement temporaire des Juifs, le ghetto de Łódź fut transformé en un centre industriel important, approvisionnant l'Allemagne nazie et la Wehrmacht en fournitures et équipements. Sa remarquable productivité lui permit de subsister jusqu'en août 1944, date à laquelle la population restante fut déportée à Auschwitz. Le ghetto de Łódź fut ainsi le dernier ghetto de Pologne à être liquidé.

## Création et développement du ghetto

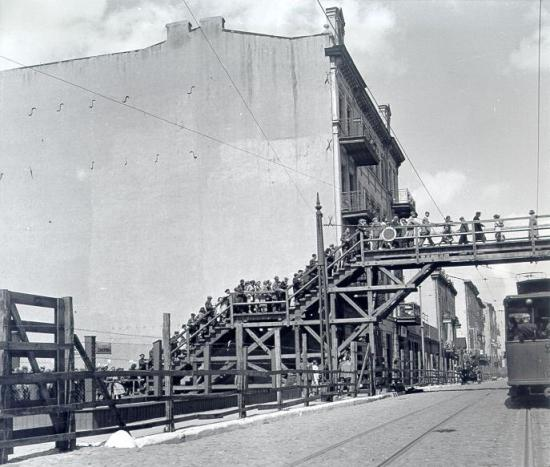
Passerelle de bois au-dessus de la rue Zgierska.

Au début de la Seconde Guerre mondiale, Łódź est la seconde ville de Pologne. C'est un grand centre industriel qui s'est développé au XIXe siècle grâce aux activités textiles. Lorsque la Wehrmacht occupe Łódź en septembre 1939, la ville compte 672 000 habitants, dont 233 000 Juifs. Ceux-ci vivent dans les mêmes quartiers que les Allemands de souche. Łódź est directement incorporé au Wartheland et rebaptisé Litzmannstadt. À ce titre, un processus d'aryanisation est mis en œuvre. Les urbanistes nazis, outre un ghetto juif, veulent créer des quartiers allemands et polonais séparés. Entre décembre 1939 et avril 1940, 300 000 habitants de la ville changent d'adresse.
La création du ghetto se fait par étapes successives.
La première trace de la création d'un ghetto se trouve dans un ordre daté du 10 décembre 1939 qui évoque un point de rassemblement temporaire des juifs locaux, destiné à faciliter leur déportation : la déportation devait être terminée pour le 1er octobre 1940 et la ville Judenrein (« nettoyée de ses juifs ») à cette date. Uberhoer[Qui ?], le Regierungpräsident de la région charge une « équipe opérationnelle » de cette tâche. Cette équipe qu'il dirige comprend le docteur Moser, responsable des affaires courantes, des membres du parti nazi, de l'administration de la ville, de la police de sécurité et des SS Totenkopf, des membres de la chambre de commerce et de l'industrie de la ville et du bureau des finances de l'agglomération. Les préparatifs sont secrets. Les juifs ne doivent pas être au courant pour ne pas mettre leurs biens à l'abri. À cet effet, les biens des juifs polonais ont été mis sous séquestre dès septembre 1939.
Cet ordre marque le point de départ d'une longue série de mesures anti-juives et anti-polonaises. Les Juifs sont dépossédés de leurs biens et entreprises, et contraints de porter l'étoile jaune. De nombreux Juifs, notamment les intellectuels et dirigeants politiques, fuient à l'est, dans la zone polonaise sous occupation soviétique. Le 8 février 1940, les Juifs ont l'ordre de se concentrer dans quelques rues de la vieille ville et dans trois quartiers délabrés (Miasto, Baluty et Marysin), zone qui préfigure le futur ghetto. Cette zone abrite déjà 62 000 Juifs auxquels s'ajoutent 100 000 Juifs venus des autres quartiers et des faubourgs de Łódź, les conjoints polonais des couples mixtes, les Mischlinge et même des Juifs soviétiques. Un pogrom soutenu par les nazis a lieu le 1er mars et fait de nombreuses victimes, accélérant le regroupement des survivants. Les transferts sont achevés le 20 avril 1940. Dès le 10 mai, ils n'ont plus le droit de quitter le ghetto. À l'intérieur, ils doivent rester chez eux de sept heures du soir à sept heures du matin. Des consignes sont données pour interdire toute relation commerciale entre Juifs et non Juifs sous peine de sanctions sévères. Deux mois plus tard, des clôtures de bois et de fil de fer barbelé sont érigées autour de la zone pour la couper du reste de la ville. Elles sont gardées par des patrouilles de la police régulière. La Kripo, la police criminelle se charge des affaires de droit commun à l'intérieur du ghetto.

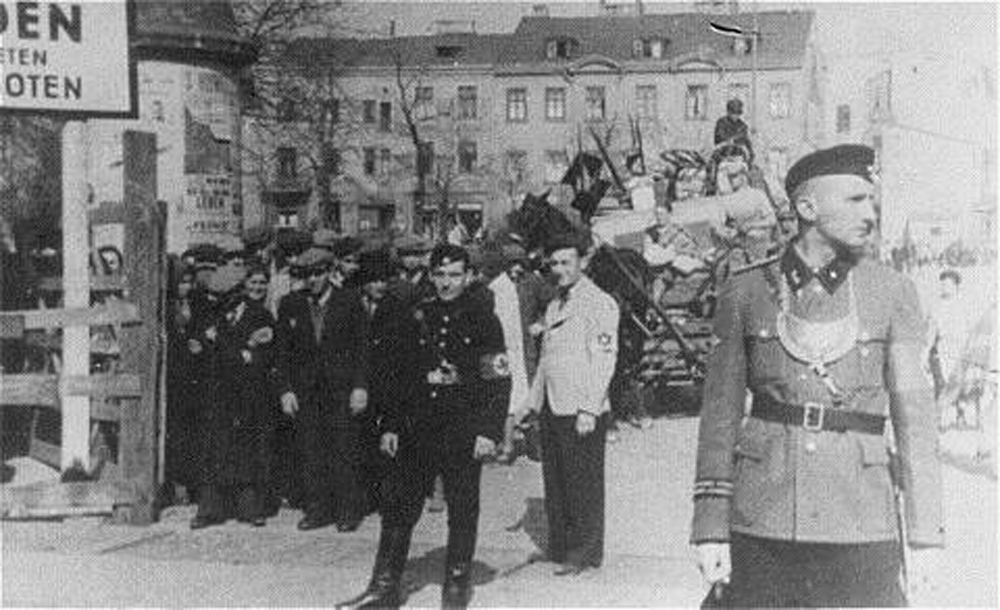
Les polices allemande et juive gardent une des entrées du ghetto de Łódź

Cependant le ghetto était pensé comme provisoire. En effet, la population juive devait être expulsée vers le  Gouvernement général. Mais, conscient de l'impossibilité de recevoir autant de Juifs, le gouverneur général Hans Frank s'oppose avec succès à la déportation des Juifs sur son territoire.
Le bureau de l'administration centrale Est a promis 25 millions de marks de subventions à condition que les confiscations en rapportent le quadruple et que le ghetto soit évacué en octobre 1940. Or les Juifs Polonais sont nombreux mais bien plus pauvres que les Juifs Allemands. Les espérances du bureau de l'administration centrale de l'Est sont donc déçues. Le Ministerialdirektor Hedding, responsable de l'impôt sur le revenu assure que la confiscation des biens juifs et leur travail ne couvrirait que 20 % de leur coût pour le Reich. En avril 1941 plusieurs réunions se tiennent pour essayer de trouver une solution afin de faire payer aux Juifs le peu qu'ils reçoivent. Le directeur de la Banque centrale allemande se plaignait en effet que le ghetto de Łódź coûtait un million de reichmarks par mois. Très vite, les autorités du ghetto décident de tirer des revenus des Juifs en exploitant leur force de travail.
En octobre 1941, 20 000 Juifs venus du Reich arrivent dans le ghetto : 5 000 de Vienne, 4 200 de Berlin, 2 000 de Cologne, 1 100 de Francfort, 1 000 de Hambourg, 1 000 de Düsseldorf et 500 du Luxembourg, plus un nombre indéterminé de Tziganes.
À l'automne 1941, Himmler ordonne la déportation de plus de 5000 sinté et lalleri (ethnies tsiganes) au ghetto.
L'enfermement s'accompagne d'adaptations dans la bureaucratie nazie et du renforcement de la bureaucratie juive. Côté allemand, un Bureau de l'alimentation et de l'économie du Ghetto, bientôt rebaptisé Administration du Ghetto de Litzmannstadt prend en charge les affaires du ghetto. Il compte 198 employés en janvier 1943 avec à sa tête Arthur Greiser, Gauleiter du Wartheland. À l'intérieur du ghetto, une force de police juive est créée pour empêcher les évasions, entre autres. La loi autorise le tir à vue sur tout Juif à l'extérieur du ghetto.

## Chaim Rumkowski et le conseil juif
L'enfermement des Juifs dans le ghetto permet aux Allemands de réduire leurs propres effectifs puisque l'administration des Juifs est confiée aux Juifs eux-mêmes. Mais le ghetto reste contrôlé par l’administration allemande, la Gettoverwaltung.

### Le «dictateur du Ghetto»

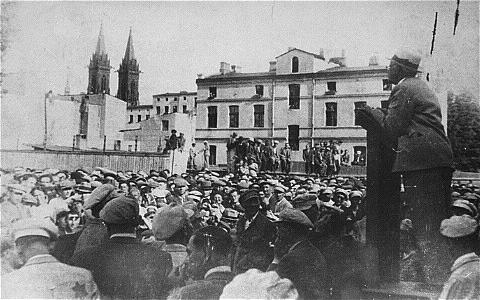
Chaim Rumkowski

Pour organiser le quotidien et maintenir l'ordre à l'intérieur du ghetto, les Allemands établissent un conseil juif, ou Judenrat. Le Judenälteste, ou chef du Judenrat, Chaim Rumkowski, est aujourd'hui encore une des figures les plus controversées de l'histoire de la Shoah. Il s'est fait connaître comme dirigeant d’un orphelinat juif et comme membre du conseil communautaire avant guerre. Il est persuadé qu'il existe une marge de manœuvre qui lui permettrait de préserver un minimum de conditions d’existence correctes pour ses coreligionnaires, tout en se conformant aux injonctions nazies. Appelé par dérision le « roi Chaim » ou le « dictateur du ghetto », il reçoit des pouvoirs discrétionnaires  du gouvernement nazi qui l'autorise à « prendre toutes les mesures nécessaires » pour maintenir l'ordre dans le ghetto. Il fait imprimer des timbres à son effigie, prononce des discours avec des expressions comme « mes enfants », « mes juifs » ou encore « mes usines ». Autour de lui, s'organise un culte sinistre et grotesque. Rumkowski savoure les louanges dithyrambiques et les innombrables séances d’hommages dont il est l’objet.
Rendant compte directement au responsable nazi Hans Biebow, Rumkowski adopte un comportement autocratique pour transformer le ghetto en un énorme complexe industriel produisant des biens à destination de l'Allemagne. Convaincu que la productivité des Juifs garantira leur survie, il oblige la population à travailler 12 heures par jour dans des conditions atroces, à la fabrication de vêtements, d'objets en bois et en métal et d'équipements électriques pour l'armée allemande. En 1943, 95 % de la population adulte était employée dans 117 ressorts (ateliers), que Rumkowski vante auprès du maire de Łódź en parlant de « mine d'or ». Grâce à cette productivité, le ghetto de Łódź réussit à survivre alors que les autres ghettos de Pologne ont été liquidés depuis longtemps. Pour assurer la survie de la communauté, il n'hésite pas à sacrifier des improductifs, des malades, des enfants aux quotas des déportations, se muant ainsi en un élément actif du système d’exploitation et d'extermination nazi, dont il sera lui-même victime : lors de la liquidation finale du ghetto, il est envoyé directement dans la chambre à gaz dès son arrivée à Auschwitz.
Sous la direction de Rumkowski, une certaine égalité de traitement s'établit entre les Juifs du ghetto. La nourriture est distribuée équitablement à tous et, curieusement, des activités éducatives et culturelles se développent dans la clandestinité. Cependant, les conditions de vie sont cruelles. La famine guette et les maladies se répandent, alimentant l'aigreur contre Rumkowski et conduisant même à une série de grèves. Rumkowski s'appuie sur la police juive pour réprimer les ouvriers mécontents, mais une fois au moins la police allemande est appelée à la rescousse. Les grèves apparaissent souvent lors de mesures de réduction des rations alimentaires.

### Le Judenrat
À l'origine, le Judenrat doit servir d'intermédiaire entre les Allemands et la population du ghetto. Il doit recruter la main d'œuvre pour les nazis et s'occuper de l'assistance communautaire. De fait, le président du Judenrat et ses adjoints deviennent une véritable administration municipale. La conséquence en est la forte augmentation de la bureaucratie juive. Elle comprend une administration centrale, un service d'enregistrement et d'archives, un commandement de la police juive qui dirige quatre commissariats, des sapeurs pompiers, un bureau de poste principal et un secondaire, une division du logement, une division financière, une division de l'économie, une division agricole, une division de l'éducation, un bureau central de la main d'œuvre, une division des travaux publics, une division de l'approvisionnement, une division de l'assistance publique et une division de la santé publique. À Łódź, le Judenrat administre directement le commerce et les industries. L'administration du Judenrat a donc une fonction de survie mais elle collabore aussi à la destruction des juifs en fournissant aux nazis le personnel qu'ils exigent pour le travail forcé et en maintenant l'ordre dans le ghetto. Au ghetto de Łódź le service juridique est même incorporé à la police dont les effectifs atteignent 850 hommes en septembre 1940.

## La vie dans le ghetto

### Des conditions de vie difficiles
La scission entre habitants du ghetto et personnes de l'extérieur est quasi totale. Seules quelques lignes téléphoniques, quelques liaisons bancaires et un bureau de poste sont maintenus. Le ghetto est donc une véritable prison.
À sa création, très peu de Juifs travaillent. Déjà affaiblies par la crise économique des années 1930, les dernières entreprises juives de Łódź sont liquidées. Les artisans perdent leurs outils de travail en intégrant le ghetto. Dès l'instauration du ghetto, la police criminelle pille les marchandises et toutes les valeurs qu'elle peut trouver. Le 23 octobre 1940, un accord est signé entre la police et l'administration allemande : les policiers doivent remettre à l'administration les biens volés mais en échange, ils ont le droit « d'acheter » à bas prix certains objets aux habitants du ghetto. Les Juifs doivent sacrifier le peu qu'ils ont pu sauver pour pouvoir se nourrir, mais une fois ces ressources épuisées, les dirigeants du ghetto doivent trouver des solutions pour faire rentrer de l'argent afin de nourrir la population.

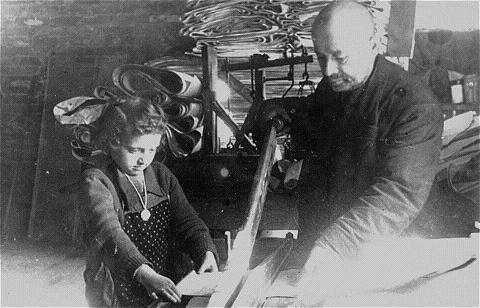
Une petite fille au travail dans une fabrique de papier

Du fait de l'importante mortalité, il n'y a plus, en septembre 1941 que 144 000 Juifs dans le ghetto. Ils vivent sur une superficie de 4,14 km2. Six personnes en moyenne vivent dans une seule pièce.
La maladie est une  caractéristique du ghetto, qui constitue un défi pour le Judenrat. Les fournitures médicales sont sévèrement limitées. On estime qu'environ 18 000 personnes sont mortes de faim pendant la famine de 1942 et qu'au total, 43 500 personnes ont succombé à la famine et aux maladies.
Un chroniqueur  décrit la morbidité au début de l'année 1944 : typhus intestinal en été, tuberculose en automne, grippe en hiver. Il y a en permanence 40 % de personnes malades dans le ghetto. En données absolues, le ghetto a compté durant toute son existence 200 000 habitants, dont 45 000 y sont morts.

### Les restrictions alimentaires

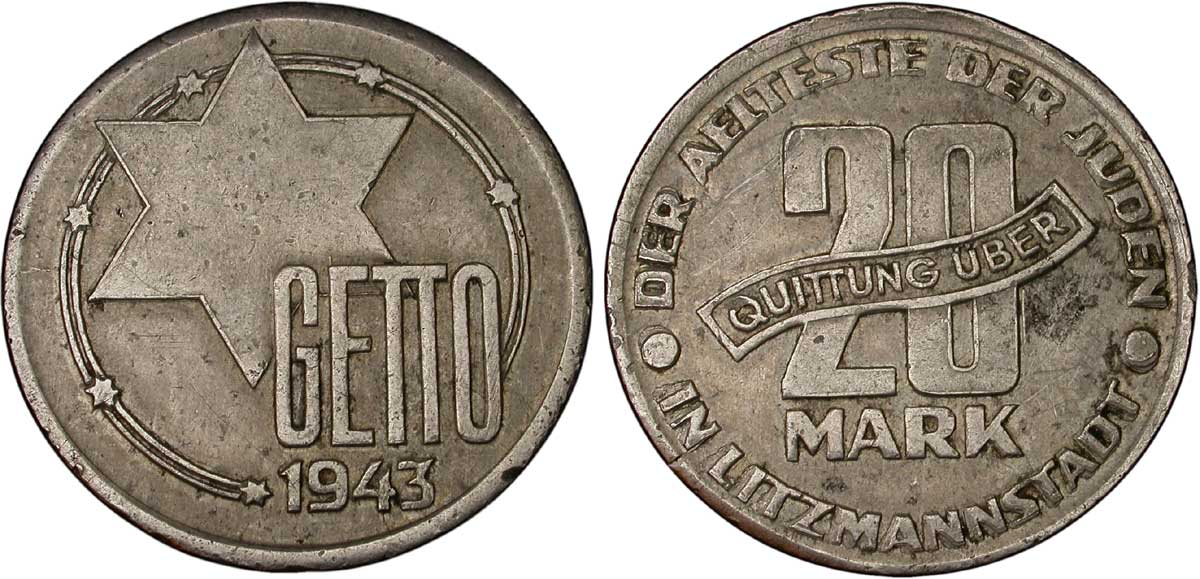
Pologne, 20 marks du Ghetto de Lodz

La survie du ghetto dépend de son approvisionnement en nourriture et en combustible. Les Juifs prisonniers du ghetto ne peuvent plus rien acheter au marché libre. Presque toutes les ressources proviennent des achats que le Judenrat peut faire, le marché noir ne joue qu'un faible rôle dans la fourniture de nourriture. La directive du 29 août 1940 fixe pour les Juifs du Gouvernement général une ration de 700 g de pain par semaine, un quart de litre de lait par jour, suivant les disponibilités, des rations hebdomadaires de pommes de terre et de légumes et des  distributions occasionnelles de produits comme des œufs ou de la graisse, s'il y en a. 

Le 25 octobre 1940, des fonctionnaires de l'administration de la ville se réunissent autour de Moser pour discuter de l'approvisionnement du ghetto. Le docteur Moser explique que la plupart des Juifs mènent une existence inutile aux dépens du peuple allemand  mais qu'il faut quand même les nourrir. Mais, ajoute-t-il, il est impossible de les considérer comme des consommateurs normaux. Il propose de livrer au ghetto les denrées alimentaires de la plus basse catégorie. Ceci correspond à la nourriture d'une prison. De janvier à août 1941, la ration mensuelle par personne est en moyenne de 600 g de viande, d'un œuf, de 5,3 kg de pommes de terre. Les pommes de terre sont souvent pourries ou gelées. De plus, avoir une carte de rationnement ne signifie pas qu'on puisse disposer de la même quantité de nourriture que les autres. Il faut acheter des rations et ceux qui ne travaillent pas à plein temps n'ont pas la possibilité de le faire. Dans ce contexte, même les épluchures de pomme de terre deviennent des denrées rares.
Dans le ghetto de Łódź, le favoritisme, la corruption et les détournements sont nombreux et guère dissimulés. Les cantines populaires, au départ tenues par les partis politiques, sont nationalisées. Mais seul le personnel des cantines mange à sa faim. Il vole des marchandises pour les revendre au marché noir. Les coopératives ne vendent au prix officiel qu'une partie des livraisons. Le reste est également vendu au marché noir. De ce fait, seuls les riches peuvent se nourrir convenablement. La nationalisation des coopératives ne change pas grand chose au système. Finalement, le favoritisme est institutionnalisé. Les travailleurs de force, les médecins, les pharmaciens, les fonctionnaires et leurs familles reçoivent des "talons" leur permettant d'avoir des rations supplémentaires.
Au début de l'année 1942, la Gestapo de Łódź fait savoir aux autorités civiles de la ville qu'elle estime que le ghetto reçoit trop de ravitaillement. Biebow, chef de la Gettoverwaltung, répond en évoquant les épidémies, les ouvriers s'évanouissant dans les usines pendant leur travail et prie la Gestapo de renoncer à réduire les rations. Le 19 avril 1943, le même Biebow avertit que l'état présent du ravitaillement ne permet plus de garantir la production dans le ghetto. Les cantines ne servent plus qu'une soupe à l'eau avec quelques légumes sans pommes de terre. Les frais de nourriture ne représentent que 30 pfennigs par jour et par personne, ce qui ne permet pas de nourrir vraiment qui que ce soit. Aux premiers mois de 1944, les habitants de ghetto reçoivent encore moins et de manière irrégulière. À la date du 12 janvier 1944, le chroniqueur du ghetto écrit: "Le ghetto a faim".

### L'exploitation économique des habitants du ghetto
D'une manière très cynique, l'administration allemande a comme objectif que le ghetto ne lui coûte rien. Les Juifs ont perdu leurs biens économiques mis sous séquestre, leurs logements et leurs emplois d'avant guerre. De ce fait, le coût de  la distribution de denrées alimentaires revient en grande partie aux Allemands. Le Ministère calcule qu'au début de la création du ghetto, le travail des Juifs ne couvre que 20 % du coût des produits dont le ghetto a besoin. La Treuhand, qui gère les biens confisqués aux Juifs, accepte d'en utiliser une partie comme "prêt" au Judenrat afin que celui-ci achète les biens dont la population a besoin.
Sous l'égide du Judenrat, des ateliers municipaux travaillant pour l'Allemagne se développent. Le ghetto possède une gare qui charge 70 à 80 wagons par jour. Les ateliers fabriquent toutes sortes d'articles bon marché. En échange les habitants peuvent recevoir la même quantité de nourriture que dans les prisons. Raul Hilberg explique que cela permet à la ville de Łódź de faire des profits économiques non négligeables. En revanche Dominique Vidal explique que malgré la participation d'un nombre de plus en plus grand d'habitants à la production, les difficultés financières du ghetto s'accentuent. Les maigres salaires versés aux 40 000 travailleurs ne permettent pas d'acheter assez de nourriture pour le ghetto.
Rumkowski reçoit le pouvoir d'obliger tous les Juifs à travailler. Au milieu de l'année 1942, les Juifs travaillent en équipes tournantes. Les familles ont les plus grandes difficultés à se voir.

## Premières déportations
Le surpeuplement du ghetto est exacerbé par l'arrivée d'environ 40 000 Juifs provenant des environs mais aussi d'Allemagne, du Luxembourg et du protectorat de Bohême et de Moravie, notamment du camp de concentration de Theresienstadt (Terezín). Le 20 décembre 1941, Rumkowski annonce que 20 000 Juifs doivent quitter le ghetto et être déportés après avoir été sélectionnés par le Judenrat parmi les criminels, les gens refusant le travail et ceux ayant tiré profit des réfugiés arrivés au ghetto. Un comité d'évacuation est constitué pour aider à cette première sélection.
On ignore si à cette date le Judenrat a connaissance que les déportés sont envoyés à Chelmno où ils sont mis à mort dans des fourgonnettes par inhalation de monoxyde de carbone (les chambres à gaz n'ont pas encore été construites à cette époque). Au 15 mai 1942, environ 55 000 Juifs ont été déportés. Mais le coup le plus dur est encore à venir.
À partir de septembre 1942, Rumkowski et les Juifs de Łódź savent que la déportation signifie la mort. Ils ont assisté à une incursion allemande dans un hôpital pour enfants, ils ont vu le rassemblement des patients, la défenestration de certains, l'embarquement des autres dans des camions et leur disparition sans retour. Un nouvel ordre allemand réclame 15 000 Juifs supplémentaires et le débat fait rage dans le ghetto pour savoir qui doit être sélectionné. Après avoir examiné les options qui s'offrent à lui, Rumkowski est plus convaincu que jamais que la seule chance de survie réside dans la productivité du ghetto au profit du Reich. Il s'adresse alors aux parents de Łódź :

« Un coup douloureux a frappé le ghetto. Ils nous demandent d'abandonner le meilleur de ce que nous avons - les enfants et les vieillards. Je n'ai pas été digne d'avoir moi-même un enfant, j'ai donc donné les plus belles années de ma vie aux enfants. J'ai vécu et respiré avec les enfants, je n'imaginais pas que je serais forcé de faire ce sacrifice sur cet autel de mes propres mains. Dans mon vieil âge, je dois tendre les mains et supplier : frères et sœurs ! Remettez-les moi ! Pères et mères : donnez-moi vos enfants ! »

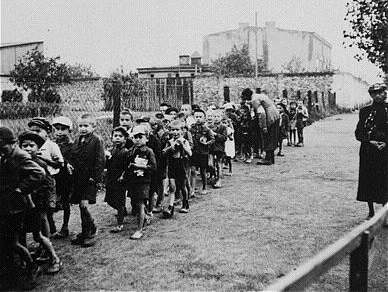
Enfants du ghetto de Łódź sur le point d'être déportés.

Les convois de malades, de vieillards, d'improductifs et d'enfants, aboutissent au centre d’extermination de Chelmno.
Fin 1942, il subsiste encore 87 180 habitants dans l’enceinte du ghetto. Les déportations cessent après l'abandon des enfants et en 1944 le ghetto de Łódź, avec ses 73 500 habitants au moment de la liquidation, constitue la plus grande concentration de Juifs en Europe de l’Est. Indubitablement, le ghetto a été transformé en un vaste camp de travail, où les survivants dépendent seulement de leur capacité de travail. Les écoles et les hôpitaux ont été fermés et de nouvelles fabriques établies, notamment des fabriques d'armes. Les troupes soviétiques sont à moins de 100 km et avancent rapidement. Les survivants reprennent espoir. Puis soudainement, les Soviétiques stoppent leur avancée.

## Fin du ghetto de Łódź
La destinée finale du ghetto de Łódź est discutée par les nazis du plus haut rang dès 1943. Heinrich Himmler soutient la liquidation finale du ghetto, en sauvegardant une poignée de travailleurs déplacés dans un camp de concentration proche de Lublin. Le Ministre de l'armement, Albert Speer, plaide pour le maintien du ghetto dont le faible coût du travail est particulièrement nécessaire alors que le conflit tourne à l'avantage des Alliés.
À l'été 1944, la liquidation progressive du ghetto est décidée après que les nazis ont réussi à briser une grève sur le tas qui semble annoncer le début d'une résistance. Du 23 juin au 14 juillet, 7 000 Juifs sont déportés à Chelmno où ils sont assassinés. Comme la ligne de front se rapproche, le reste des Juifs, y compris Rumkowski, est transporté à Auschwitz. À la fin du mois d'août, le ghetto est éliminé. Quelque 900 personnes réussissent à se cacher dans les ruines, où elles survivent jusqu'à l'arrivée de l'Armée rouge. Au total, des 204 000 personnes qui passèrent par le ghetto de Łódź, seules 10 000 survivront à la guerre. Les autres, soit 95 %, ont péri de privations, de maladie, ou gazées dans les camps d'Auschwitz-Birkenau ou à Chelmno.

## La résistance dans le ghetto de Łódź
La situation particulière du ghetto de Łódź empêcha toute manifestation de résistance armée, contrairement à ce qui se passa dans les derniers jours des ghettos de Varsovie, de Białystok, de Vilnius et des autres ghettos de la Pologne occupée. Le despotisme de Rumkowski, l'échec de la contrebande de nourriture - et donc d'armes, et la conviction que la productivité assurerait la survie, excluaient toute tentative de révolte armée. Raul Hilberg attribue l’absence d’esprit de révolte à l’absence de transformation des structures institutionnelles
de la communauté et au bouleversement des anciens modes de pensée juive, encline à temporiser et non à s'opposer. Les chroniqueurs du ghetto soulignent l’isolement total, physique et moral, des Juifs, dépourvus de tout contact avec la population polonaise elle-même terrorisée et face à l’hostilité implacable de la population allemande du Wartheland. De ce fait, les Juifs ne peuvent espérer aucune aide extérieure comme la livraison clandestine d'armes à feu.
Cependant le sociologue suisse Werner Rings a identifié quatre formes distinctes de résistance que les populations civiles ont utilisées dans toute l'Europe occupée, la résistance offensive constituant la forme ultime de résistance. Les trois autres catégories de résistance, la symbolique, la polémique et la défensive, se sont toutes illustrées dans le ghetto. Il y existe même quelques indications de résistance offensive à travers le sabotage.
La résistance symbolique est parfaitement visible à travers la richesse de la vie culturelle et religieuse qui s'est développée dans les premiers temps. Il y avait à l'origine 47 écoles et crèches dans le ghetto qui ont continué à fonctionner dans les pires conditions. Quand les écoles ont été converties en logements pour accueillir les 20 000 Juifs déportés d'Europe centrale, des systèmes alternatifs ont été mis en place, notamment pour les plus jeunes enfants dont les mères étaient contraintes de travailler. En plus d'assurer l'éducation des enfants, les écoles s'employaient à fournir une nourriture adéquate en dépit du sévère rationnement. Après la fermeture des écoles en 1941, de nombreux ressorts conservèrent des crèches illégales pour les enfants dont les mères travaillaient.
Les organisations politiques se sont maintenues dans le ghetto et se sont engagées dans les grèves quand les rations alimentaires ont été restreintes. Une de ces grèves a même été si radicale que la police allemande a été appelée pour la faire cesser. En même temps subsistait une riche vie culturelle : théâtres, concerts, réunions religieuses interdites, marquaient la résistance au processus de déshumanisation. De nombreuses informations sur les activités culturelles peuvent être trouvées dans les archives organisées par le Judenrat pour documenter la vie quotidienne dans le ghetto.

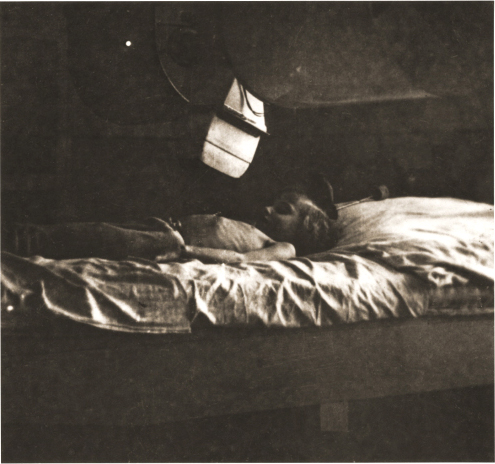
Enfant amaigri, photographié dans le ghetto de Lodz.

Documenter la réalité du ghetto peut aussi être considéré comme une forme de résistance polémique par la constitution d'archives pour les générations futures. C'est grâce à ces archives, et particulièrement grâce aux photographes qui travaillèrent dans le ghetto, que nous pouvons essayer d'imaginer ce que pouvait y être la vie quotidienne. À la différence de la plupart des clichés de l'époque, certaines de ces photographies sont en couleurs, ce qui rehausse encore la vivacité du portrait de la vie au ghetto. L'auteur d'un journal intime relevait : « Nous devons observer et protéger toute chose d'un œil critique, noter tout ce qui arrive... » de sorte qu'il en soit gardé mémoire. Les archivistes commencèrent aussi une encyclopédie du ghetto et même un lexique de l'argot local.
Autre pratique radicalement illégale, la population juive parvient même à préserver plusieurs postes de radio qui lui permettent d'avoir des nouvelles du monde extérieur. Autour de Chaim Widawski, Henoch Weksler et ses fils Szaja, Josef et Ber (Dov), Icchak Lubinski, Mosze Tafel, Szloma Redlich, Altszyler père et fils... trois équipes se relaient pour écouter. Au début, la radio peut seulement capter les émissions allemandes, raison pour laquelle elle était surnommée « menteuse » dans la plupart des journaux intimes de la période. Puis la principale source d’information devient la BBC, Radio Londres en polonais ainsi que « Świt » (l’Aube), une station polonaise clandestine. Jusqu’au 6 juin 1944, le groupe d'auditeurs ne cesse de répandre les informations obtenues parmi les habitants du ghetto. Grâce à la radio, le ghetto apprend la nouvelle du débarquement de Normandie le jour même. Cette joie est vite assombrie, le soir du « Jour J », par l’arrestation de nombreux membres du groupe.
La résistance défensive dans le ghetto se caractérise par la fuite devant la déportation finale et les actions d'aide à la fuite. Environ 900 Juifs sont parvenus à survivre dans le ghetto après la liquidation finale jusqu'à l'arrivée des Soviétiques. Avant même la déportation finale, des membres des mouvements de jeunesse partagèrent leurs maigres rations avec ceux qui avaient refusé de s'inscrire pour la déportation, perdant ainsi leurs rations personnelles.
Dès lors que le travail était essentiel à la survie du ghetto, il semble inévitable que le sabotage ait été courant. Dans les dernières années, des travailleurs adoptèrent le slogan « P.P. » (pracuj powoli, ou « aller lentement ») pour entraver leur travail qui bénéficiait à la Wehrmacht.

## Témoignages du ghetto de Łódź
La vie quotidienne du ghetto nous est connue grâce aux minutieuses Chroniques quotidiennes du ghetto de Łódź, quelque 6 000 pages écrites dans la clandestinité par les membres du Département des archives. Ces émanations clandestines du Judenrat apportent des informations capitales sur « une période sombre de la vie d'une communauté juive ». Un jeune universitaire allemand[Qui ?] vient de publier[Quand ?] en partenariat avec les Archives municipales de la ville de Łódź la « chronique du Ghetto de Łódź » en cinq volumes.
Par ailleurs de nombreux journaux intimes et chroniques ont été retrouvés. On peut citer Abraham Cytryn, alors adolescent, né en 1927, celui de  Shloyme Frank. Chava Rosenfarb a raconté dans son roman L'Arbre de Vie, Der boym fun lebn (דער בוים פֿון לעבן) ses souvenirs du ghetto de Łódź, ouvrage publié en 1972 en yiddish. Rachmil Bryks évoque, elle aussi, la vie dans le ghetto de Łódź dans ses nouvelles publiées en yiddish. Le ghetto est aussi connu à travers les œuvres de Jurek Becker. L'album "La Légende des enfants du ghetto de Łódź" a été rédigé  dans une usine de confection fabriquant des sous-vêtements et des robes sous la direction de Leon Glazer en 1942. Des enfants à partir de 9 ans ont été admis à travailler dans l'usine pour échapper à la déportation. Les albums étaient confectionnés dans le ghetto comme cadeau à Rumkowski. La particularité de l'album La Légende des enfants du ghetto de Łódź est de décrire la production de l'usine à la manière d'un conte pour enfants. Il contient 17 dessins réalisés à la gouache.
Henryk Ross, un photographe chargé de faire des photos d'identité et de propagande pour le département des statistiques, a pris clandestinement des milliers de clichés qui témoignent de la vie des habitants dans le ghetto. Il a caché les négatifs et les tirages dans un trou au moment de la liquidation du ghetto. Il est parvenu à survivre. Après la guerre, il a retrouvé son travail et commencé à diffuser ses photos. Même si beaucoup de photos sont perdues, Ross publie dans les années 1960, un album de photos: Le Dernier Voyage des Juifs de Łódź. On lit la faim sur les visages émaciés, les exécutions, les déportations, le travail forcé, la mort mais on trouve aussi quelques scènes de bonheur quotidien.
En 2014, soixante-dix ans après avoir été écrit, le journal de Rywka Lipszyc est publié dans sa traduction anglaise aux États-Unis et l'année suivante en France. Il fut écrit dans le ghetto par une adolescente entre le 3 octobre 1943 et le 12 avril 1944.